# 名曲300選
- 名曲三〇〇選

『名曲300選』は吉田秀和の40代での著書。クラシック音楽の名曲を300選び紹介している。
もともと新潮社からは、『LP300選』の名で出版されたが、2009年にちくま文庫から出版された際に『名曲300選』となった。

## 出版史
- 1959年1月から12月『芸術新潮』に、「現代人のためのLP300選」として連載された。
- 1961年『わたしの音楽室 LP300選』として新潮社から書籍化。
- 1975年『吉田秀和全集 7 名曲300選』白水社 の中に「私の音楽室」として収録。
- 1981年『LP300選』新潮文庫
- 2009年『名曲300選』ちくま文庫

## 各書籍ごとの特徴

### わたしの音楽室 LP300選（新潮社）
- 1961年初版、1966年再版。
- 上下2段組み。上段にレコードの選択、下段に本文という構成。

### 私の音楽室（白水社全集版、1975年）

#### 選曲の改訂
初版『わたしの音楽室』と比べて、差し替えられた曲がある。
| 初版『わたしの音楽室』                                 | 全集版「私の音楽室」での新選択                      |
| ------------------------------------------------------ | --------------------------------------------------- |
|                                                        | 117 モーツァルト「クラリネット協奏曲」              |
| 117 モーツァルト「フリュート協奏曲」                   | 117a 同「フリュート協奏曲」に格下げ                 |
| 151 ベートーヴェン「弦楽四重奏曲第14番 op.131」        | 151 同「弦楽四重奏曲第15番 op.132」                 |
|                                                        | 152 同「弦楽四重奏曲第16番 op.135」                 |
| 167 シューベルト「即興曲集」                           | 167 同「楽興の時」                                  |
|                                                        | 167a 同「即興曲集」に格下げ                         |
| 226b プッチーニ「ラ・トスカ」                          | 227 同「トスカ」に格上げ                            |
| 230 フランク「ピアノ曲プレリュード、コラール、フーガ」 | 参考盤 同「プレリュード・コラール・フーガ」に格下げ |
| 269 オネゲル「交響曲第5番」                            | 268a 同「交響曲第5番」に格下げ                      |
|                                                        | 288 メシアン「トゥランガリラ」                      |

#### その他の改訂
- 以下の作曲家について［追記］が加わった。

モーツァルト／ブラームス／リヒャルト・シュトラウス／フォーレ／ショスタコーヴィチ／シェーンベルク／メシアン／ブゾーニ／ケージとアイヴス／「二十世紀の音楽」の末尾文
- 推薦レコードは巻末にまとめられた。
- この版のみ、高橋英郎による座談会形式の「解説」、および吉田自身による「著者付記」がついている。

### LP300選（新潮文庫、1981年）
- 本文は全集版とほとんど同じ。
- その後の吉田の考えの変化は、レコード表の増補改訂によって示された（特に最後の297-300番の選曲が再考されている）。

### 名曲300選（ちくま文庫、2009年）
- 本文は全集版、新潮文庫版とほぼ同じ（「グレゴリオ聖歌」を「グレゴリウス聖歌」にするなど、人名や作品名などを一部変更）。
- すでにレコードの時代ではなくなったため、巻末のレコード表は除かれ、本文のみとなった。

## 特徴
この著作の特徴は、1960年ころにはあまり日本で知られていなかった、バッハ以前の音楽に重点をおいたことである。1975年の全集版の解説に、吉田は下記のように書いている。

## 選択曲の通し番号
各章および、作品が複数選ばれた作曲家について、全集版以後の通し番号を挙げる。
グレゴリウス聖歌 (1,2)
セクエンティアとトロープス (3,4)
オルガヌムとモテット (5-9)
7,8 ペロタン
トルバドゥール、トゥルヴェール、その他 (10-19)
アルス・ノーヴァとポリフォニー (20-32)
20,21 ギョーム・ド・マショー、
25,26 ジョン・ダンスタブル、
28,29 ギョーム・デュファイ
ネーデルランド楽派からイタリア・ルネサンスへ (33-48)
33,34 ハインリヒ・イザーク、
35,36 ジョヴァンニ・ガブリエーリ、
38,39 ジョヴァンニ・ダ・パレストリーナ、
41-44 クラウディオ・モンテヴェルディ
イタリアとフランスのバロック (49-62)
55,56 フランソワ・クープラン、
57,58 ジャン＝フィリップ・ラモー、
61,62 ハインリヒ・シュッツ
バッハとヘンデル (63-88)
63-83 ヨハン・セバスティアン・バッハ、
84-87 ゲオルク・フリードリヒ・ヘンデル
グルック、ハイドン、モーツァルト (89-125)
89,90 ジョヴァンニ・バッティスタ・ペルゴレージ、
93-97,99 フランツ・ヨーゼフ・ハイドン、
100-125 ヴォルフガング・アマデウス・モーツァルト
ベートーヴェン (126-157)
126-154 ルートヴィヒ・ヴァン・ベートーヴェン
ロマン派の天才たち (158-191)
159-167 フランツ・シューベルト、
168-171 フェリックス・メンデルスゾーン、
172,173 フレデリック・ショパン、
174-177 ロベルト・シューマン、
178,179 フランツ・リスト、
182-187 ジュゼッペ・ヴェルディ、
188-191 リヒャルト・ヴァーグナー
ドイツの後期ロマン派 (192-209)
192-201 ヨハネス・ブラームス、
205-207 リヒャルト・シュトラウス、
208,209 ヨハン・シュトラウス2世
ロマン的民族主義 (210-237)
216-218 モデスト・ムソルグスキー、
219-223 ピョートル・チャイコフスキー、
225-227 ジャコモ・プッチーニ、
235-237 ガブリエル・フォーレ
ドビュッシーとその周辺 (238-252)
238-242 クロード・ドビュッシー、
243-249 モーリス・ラヴェル
二十世紀の音楽 (253-300)
253-257 バルトーク・ベーラ、
260,261 セルゲイ・プロコフィエフ、
263-267 イーゴリ・ストラヴィンスキー、
268,269 アルテュール・オネゲル、
270,271 ダリウス・ミヨー、
273-277 アルノルト・シェーンベルク、
278-282 アルバン・ベルク、
283,284 アントン・ヴェーベルン、
285,286 パウル・ヒンデミット、
287,288 オリヴィエ・メシアン